# Découplage (écologie)
Pour les articles homonymes, voir Découplage.
Le découplage, en économie et en écologie, est la dissociation entre la prospérité économique (génération de revenu, croissance économique) et la consommation de ressources et d'énergie (impact environnemental négatif, émissions de gaz à effet de serre, etc.),,. Réussir à croître sans augmenter les atteintes à l’environnement est un enjeu du développement durable.

## Histoire
Depuis le début du XXe siècle se développent à la fois des approches « cornucopiennes » d'économistes, dont William Nordhaus, qui estiment que l'ingéniosité humaine est sans limite et permet de toujours trouver des solutions pour repousser les limites planétaires, tandis que d'autres insistent sur la nécessaire sobriété énergétique et matérielle pour ne pas se retrouver dans des situations posant un risque existentiel à l'humanité.
La notion de découplage renvoie à celle d'Éphémérisation évoquée par l'architecte Buckminster Fuller dès la fin des années 1930, selon laquelle on consomme toujours moins de matières premières pour rendre des services équivalents ou meilleurs. Par exemple, les ondes radios remplacent à cette époque les fils du télégraphe,.

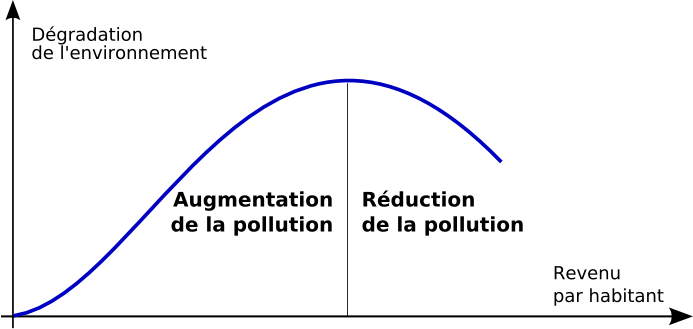
Courbe environnementale de Kuznets.

Selon l'économiste Éloi Laurent, spécialiste de la croissance, la source de l’idée de découplage repose sur la courbe environnementale de Kuznets, théorie construite dans les années 1990 selon laquelle les dommages environnementaux augmentent dans les premières phases du développement d'une société, puis reculent alors que la croissance économique se poursuit.

## Groupe international d'experts sur les ressources
Le découplage de la croissance économique et des dégradations de l'environnement est un objectif du Groupe international d'experts sur les ressources qui, avec le Programme des Nations unies pour l'environnement, a publié les rapports Decoupling Natural Resource Use and Environmental Impacts from Economic Growth (« Découpler l'utilisation des ressources naturelles et les répercussions environnementales de la croissance économique ») (2011) et Decoupling 2: Technologies, Opportunities and Policy Options (« Découplage 2 : technologies, opportunités et option politique ») (2014).
En 2016, le Groupe international d'experts sur les ressources a publié un rapport indiquant que la productivité matérielle mondiale a diminué depuis l'an 2000. Selon le Groupe international d'experts sur les ressources, la croissance des flux de matières est devenue supérieure à la croissance du produit intérieur brut à partir de l'an 2000. C'est le contraire du découplage, situation que certains qualifient de surcouplage.

## Découplage relatif et découplage absolu

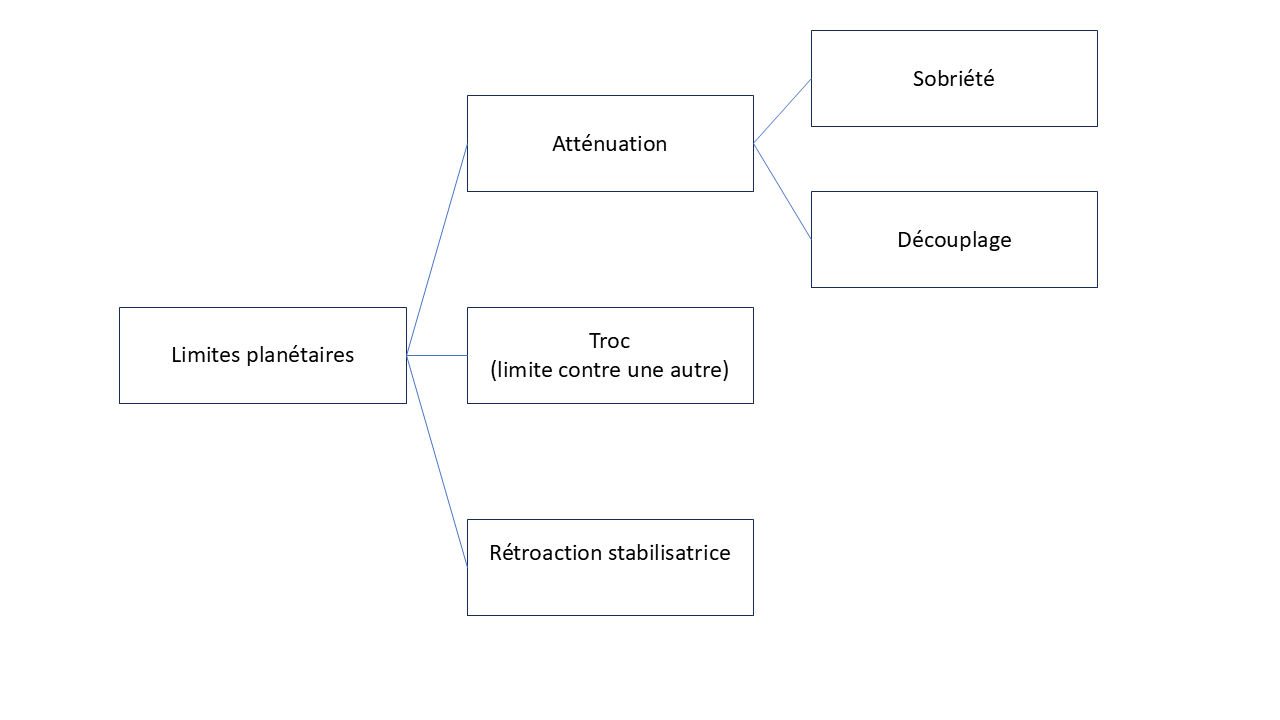
Moyen pour freiner le franchissement des limites planétaires : la sobriété économique et le découplage concourent à l'atténuation des impacts environnementaux. L' associe, de façon schématique, la sobriété à la décroissance et le découplage à la croissance verte.

Dans Prospérité sans croissance, Tim Jackson souligne l'importance de distinguer le découplage relatif du découplage absolu.
- Le découplage relatif est une diminution de l'intensité écologique par unité de production économique.

Dans cette situation, les impacts sur les ressources diminuent par rapport au PIB, mais l'impact environnemental et le PIB augmentent tous deux.
- Le découplage absolu est une situation dans laquelle les impacts environnementaux diminuent, malgré la croissance du PIB[14].

L'efficacité des ressources doit pour cela augmenter au moins aussi rapidement que la production économique et doit continuer à s'améliorer à mesure que l'économie croît.
Jean-Marc Jancovici affirme que le découplage, non content d'être absolu, doit être « total, mondial, pérenne et rapide »,. En d'autres termes, le PIB doit être décorrélé de l’ensemble des émissions directes et indirectes de la totalité des gaz à effet de serre — si on ne poursuit pas seulement un seul objectif écologique, par exemple la réduction des émissions de CO2, mais si on réduit simultanément tous les impacts écologiques pour respecter la totalité des limites planétaires, il manque des connaissances solides sur l'évolution future en matière de performance économique selon l'Agence fédérale de l'environnement (en), le découplage doit intéresser la totalité de la planète, il doit se maintenir dans le temps à longue échelle, et doit s'appliquer au plus vite.

## Évaluation du découplage dans l'économie réelle

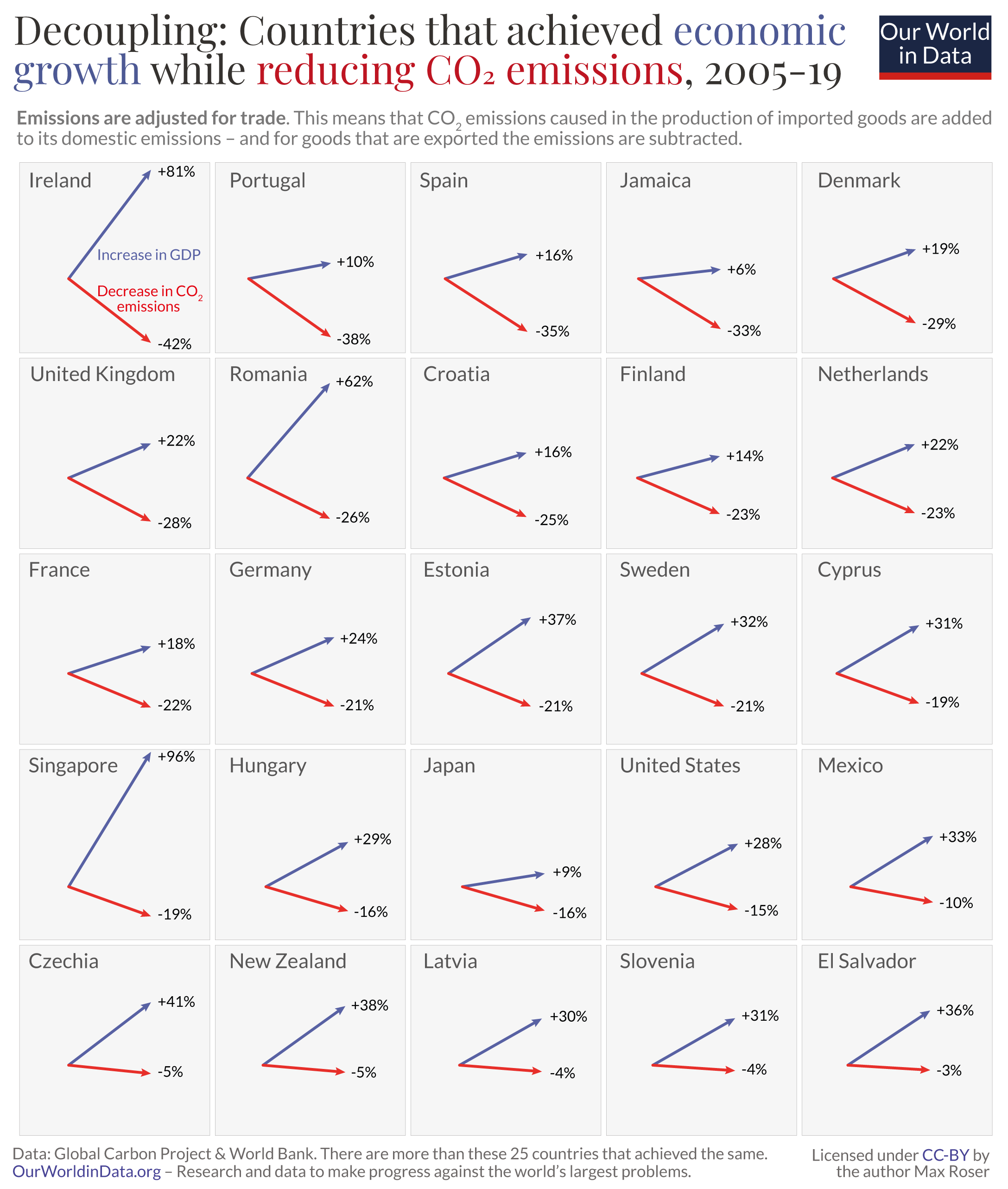
Pays qui ont réduit leurs émissions tout en développant leur économie.

Au niveau mondial, on constate un découplage relatif entre produit intérieur brut (PIB) et consommation d'énergie ou émissions de dioxyde de carbone (CO2) : de 2001 à 2016, le PIB mondial a augmenté de 2,8 % par an en moyenne, tandis que les émissions de CO2 ont augmenté de 2,1 % par an sur la même période. En revanche, un découplage absolu n'a jamais été observé à l'échelle d'un grand pays, lorsqu'on réintègre au bilan le solde, en CO2 et en ressources, des échanges commerciaux : le Commissariat général au développement durable relève ainsi qu'un certain découplage observé dans les pays industrialisés entre croissance et mobilisation de matières est « en partie le résultat d'un transfert des activités extractives et industrielles vers les pays émergents et/ou en développement ». Timothée Parrique, chercheur en économie et spécialiste de la décroissance, indique que « dans la plupart des économies industrialisées, il n'y a eu qu'un découplage relatif » entre croissance économique et émissions de CO2. Il prend comme exemple le fait qu'« on devient plus efficient dans l'usage des ressources par voiture et cela permet de réduire les émissions de CO2. Mais étant donné qu'on produit beaucoup plus de voitures, l'empreinte écologique totale continue d'augmenter ».
Entre 1990 et 2015, l'intensité de carbone américaine par dollar de PIB a diminué de 0,6 % par an (découplage relatif), mais la population a augmenté de 1,3 % par an et le revenu par habitant a également augmenté de 1,3 % par an. C'est-à-dire que les émissions de carbone ont augmenté de 1,3 + 1,3 − 0,6 = 2 % par an, entraînant une augmentation de 62 % en 25 ans (les données ne reflètent aucun découplage absolu).
L'Agence européenne pour l'environnement estime en 2021 qu'« il se peut que le découplage absolu de la croissance économique et de la consommation de ressources ne soit pas possible », et recommande comme alternative la décroissance, au travers d'un changement des modes de vie et de consommation. A contrario, dans son rapport de prospective Transition(s) 2050. Choisir maintenant. Agir pour le climat (2021), qui étudie « quatre chemins « types » cohérents et contrastés pour conduire la France vers la neutralité carbone tout en intégrant une large palette d’enjeux environnementaux », l'orgasnime estime qu'« un découplage entre le produit intérieur brut (PIB) et les émissions de gaz à effet de serre territoriales est possible » : « aucun des quatre scénarios n’engendre de récession à terme par rapport au niveau actuel de l’activité économique. La sobriété n’est pas synonyme de décroissance ».
Une étude de 2018 réalisée par plusieurs chercheurs de l’université de Bilbao a tenté de mesurer le phénomène en prenant en compte l’ensemble des empreintes carbone de la croissance du PIB de 126 pays sur une période de quatorze ans (de 2000 à 2014). Les résultats montrent que 93 pays ne connaissent aucun découplage sur cette période, tandis que 27 connaissent un découplage absolu. Par ailleurs, 80 pays ont connu des découplages temporaires seulement sur la période et ont vu, au bout d’un moment, leur empreinte carbone augmenter avec la croissance. Enfin, selon cette étude, la plupart des pays en découplage sont des pays à faible développement humain.
Dans une étude de synthèse reprenant 179 études publiées entre 1990 et 2019, une équipe de chercheurs de l'université d'Helsinki conclut en 2020 que la possibilité d'un découplage à l'échelle nationale ou internationale de la consommation de ressources, permettant une économie à la fois durable et prospère, n'est pas établie. Même si le découplage des émissions de CO2 et de SOx, ainsi que de l'utilisation de terres et d'eau douce, est mentionné dans un cadre géographique limité, aucune étude ne présente de « preuves solides d'un découplage international et continu des ressources qui soit absolu ».
Une autre étude publiée en 2023 par The Lancet Planetary Health (en) et menée par des chercheurs du Sustainability Research Institute (Grande-Bretagne) et de l’Institute of Environmental Science and Technology (Espagne) estime qu'une croissance durable est impossible. Selon Romaric Godin, journaliste de Mediapart, cette étude « est d’ailleurs intéressante car elle montre que même les cas de découplage absolu sont insuffisants pour remplir les objectifs de l’accord de Paris de 2015. Pour remplir ces critères, estiment les auteurs, il faudrait que le découplage moyen soit dix fois plus important à partir de 2025. Autrement dit : non seulement l’existence d’un découplage géographiquement limité est un leurre, mais son ampleur ne permet pas de remplir les besoins écologiques ».
Philippe Escande, éditorialiste au Monde, relève que « l’Europe a enregistré une baisse de 9 % de ses rejets de dioxyde de carbone en 2023, malgré une hausse de 0,7 % de son PIB », soit « un découplage timide, mais réel, lié à l’élan spectaculaire des énergies renouvelables sur le Vieux Continent » ainsi qu'au « regain de production nucléaire et hydroélectrique par rapport à l’annus horribilis 2022 ». Il dément l'idée que « les émissions auraient été exportées vers l’industrie chinoise » : « Par rapport à 2022, la dégringolade industrielle européenne, notamment en Allemagne, n’explique que 30 % de la baisse des émissions ».

### Effets rebonds
Les effets rebonds, qui ne sont pas suffisamment pris en compte, voire totalement ignorés, limitent les gains attendus du découplage qu'autoriserait l'efficacité énergétique. L'impossibilité d'un découplage absolu serait due pour l'essentiel à ces effets. Schématiquement, les économies d’énergie ou de ressources atteintes pour la production d'un bien provoquent une hausse de la consommation de celui-ci, qui compense l'économie initiale.

## Positions
La philosophie écomoderniste est fondée sur la recherche d'un découplage absolu, autorisant concomitamment l'« intensification » de l'activité humaine et le réensauvagement de vastes zones.
Selon l'analyste politique Vaclav Smil, « sans une biosphère en bon état, il n'y a pas de vie sur la planète. [...] L'histoire nous montre que les possibilités sont très claires. Si vous ne vous organisez pas pour le déclin, alors vous y succombez et vous disparaissez. »